# Smittipora
Smittipora is een mosdiertjesgeslacht uit de familie van de Onychocellidae en de orde Cheilostomatida. De wetenschappelijke naam ervan is in 1882 voor het eerst geldig gepubliceerd door Jullien.

## Soorten
- Smittipora abyssicola (Smitt, 1873)
- Smittipora acutirostris (Canu & Bassler, 1928)
- Smittipora adeoniformis d'Hondt, 1986
- Smittipora americana (Canu & Bassler, 1928)
- Smittipora cordiformis Harmer, 1926
- Smittipora fenestrata d'Hondt & Gordon, 1999
- Smittipora harmeriana (Canu & Bassler, 1929)
- Smittipora inarmata (Canu & Bassler, 1929)
- Smittipora levinseni (Canu & Bassler, 1917)
- Smittipora philippinensis Canu & Bassler, 1929
- Smittipora sawayai Marcus, 1937
- Smittipora tuberculata (Canu & Bassler, 1928)

Niet geaccepteerde soorten:
- Smittipora disjuncta (Canu & Bassler, 1930) → Bryobifallax disjuncta (Canu & Bassler, 1930)
- Smittipora solida (Nordgaard, 1907) → Rectonychocella solida (Nordgaard, 1907)